# Юкая (Орегон)
Юкая (англ. Ukiah) — місто (англ. city) в США, в окрузі Уматілла штату Орегон. Населення — 159 осіб (2020).

## Географія
Юкая розташована за координатами 45°8′4″ пн. ш. 118°55′59″ зх. д. / 45.13444° пн. ш. 118.93306° зх. д. (45.134488, -118.933031).  За даними Бюро перепису населення США в 2010 році місто мало площу 0,63 км², уся площа — суходіл.

### Клімат
| Клімат : Юкая           | Клімат : Юкая | Клімат : Юкая | Клімат : Юкая | Клімат : Юкая | Клімат : Юкая | Клімат : Юкая | Клімат : Юкая | Клімат : Юкая | Клімат : Юкая | Клімат : Юкая | Клімат : Юкая | Клімат : Юкая | Клімат : Юкая |
| Показник                | Січ.          | Лют.          | Бер.          | Квіт.         | Трав.         | Черв.         | Лип.          | Серп.         | Вер.          | Жовт.         | Лист.         | Груд.         | Рік           |
| Абсолютний максимум, °C | 15,6          | 21,1          | 23,9          | 30,6          | 33,9          | 37,8          | 41,1          | 43,3          | 40,0          | 33,3          | 24,4          | 20,0          | 43,3          |
| Середній максимум, °C   | 2,0           | 5,6           | 9,4           | 14,0          | 18,0          | 22,5          | 28,4          | 28,0          | 23,4          | 17,3          | 8,2           | 3,3           | 15,0          |
| Середній мінімум, °C    | −10,1         | −7,3          | −4,7          | −2,1          | 0,7           | 3,3           | 4,3           | 3,3           | 0,2           | −2,7          | −5            | −8,1          | −2,4          |
| Абсолютний мінімум, °C  | −43,3         | −47,8         | −27,2         | −12,8         | −11,1         | −8,3          | −6,1          | −6,7          | −13,3         | −18,9         | −35,6         | −38,9         | −47,8         |
| Норма опадів, мм        | 49            | 38            | 36            | 36            | 44            | 42            | 14            | 17            | 21            | 34            | 49            | 54            | 434           |
| Днів з опадами          | 12            | 10            | 11            | 10            | 9             | 8             | 3             | 4             | 5             | 7             | 11            | 12            | 102,0         |
| ----------------------- | ------------- | ------------- | ------------- | ------------- | ------------- | ------------- | ------------- | ------------- | ------------- | ------------- | ------------- | ------------- | ------------- |
| Джерело:                |               |               |               |               |               |               |               |               |               |               |               |               |               |

## Демографія
Згідно з переписом 2010 року, у місті мешкало 186 осіб у 79 домогосподарствах у складі 48 родин. Густота населення становила 295 осіб/км².  Було 122 помешкання (194/км²).
Расовий склад населення:
| - 90,3 % — білих - 3,2 % — азіатів - 2,2 % — корінних американців - 2,7 % — осіб інших рас |

До двох чи більше рас належало 1,6 %. Частка іспаномовних становила 4,3 % від усіх жителів.
За віковим діапазоном населення розподілялося таким чином: 28,0 % — особи молодші 18 років, 51,0 % — особи у віці 18—64 років, 21,0 % — особи у віці 65 років та старші. Медіана віку мешканця становила 45,0 року. На 100 осіб жіночої статі у місті припадало 113,8 чоловіків;  на 100 жінок у віці від 18 років та старших — 119,7 чоловіків також старших 18 років.
Середній дохід на одне домашнє господарство  становив 39 600 доларів США (медіана — 29 250), а середній дохід на одну сім'ю — 48 520 доларів (медіана — 43 750). За межею бідності перебувало 30,8 % осіб, у тому числі 56,5 % дітей у віці до 18 років та 5,1 % осіб у віці 65 років та старших.
Цивільне працевлаштоване населення становило 66 осіб. Основні галузі зайнятості: освіта, охорона здоров'я та соціальна допомога — 24,2 %, мистецтво, розваги та відпочинок — 15,2 %, публічна адміністрація — 13,6 %, роздрібна торгівля — 12,1 %.